# Beni Affet
Beni Affet ist eine türkische Fernsehserie im Drama-Genre, die zwischen 2011 und 2018 ausgestrahlt wurde. Die Serie, die wochentags jeden Tag ausgestrahlt wurde, wurde am 17. Oktober 2011 im Show-TV ausgestrahlt und hier bis zur 100. Folge am 2. März 2012 und ab der 101. Folge am 5. März 2012 hier am 28. Dezember 2018 im Star TV ausgestrahlt. Es endete mit einem Finale in der 1477. Folge, die am veröffentlicht wurde. Es dauerte insgesamt 8 Staffeln.

## Handlung
Osman Kozan, der aus Kayseri nach Ankara eingewandert ist, ist ein erfolgreicher und reicher Geschäftsmann, der sein ganzes Leben lang gearbeitet hat und drei Kinder hat. Osman Kozan, der seinen Erfolg nicht im Geschäftsleben, sondern im Familienleben vorweisen kann, wird für seine Frau und seine Kinder zum größten Unglücksfaktor. Yıldız, die stille und introvertierte Tochter der Familie, ist mit Ferman, dem Sohn des Unternehmens ihres Vaters, verheiratet Partner. Obwohl ihr Mann ein respektvoller Mann ist, macht ihre Schwiegermutter, der Sultan, Yıldız dafür verantwortlich, dass sie ihrem Sohn kein Kind schenken konnte, und akzeptiert sie nicht als ihre Schwiegertochter. Für den Sultan ist die Geburt von Kindern die vorrangige Pflicht einer Frau. Yıldız‘ Tage werden zum Elend, da sie nichts tun kann, um den Sultan zu verhindern, der eine weitere Braut für seinen Sohn sucht. Cüneyt, der nach dem Studium im Familienunternehmen zu arbeiten begann, ist der fügsame und wohlmeinende Sohn der Familie. Cüneyt, der nie das Wort seines Vaters bricht, hat nach einer schlechten Beziehung sein Vertrauen in Frauen völlig verloren. Cüneyt, der zu ihnen nach Hause kommt und in Feride, dem entfernten Verwandten seiner Mutter, die Unschuld und Liebe findet, die er sucht, ist gezwungen, seine Liebe gegen seinen Vater zu verteidigen. Eylül, die Osman Kozan als Cüneyts Frau betrachtet, ist eine ehrgeizige Frau und die Tochter des Vorarbeiters, den Osman vor Jahren getötet hatte. Mit einem Racheschwur kehrt Eylül zurück und senkt sich wie eine dunkle Wolke über die Familie. Eylül, die ihre Taten damit begann, Feride zu verleumden und sie von Cüneyt zu trennen, bereut ihre Taten, als sie erfährt, dass Feride die Schwester ist, die sie vor Jahren verloren hat. Mehmet Kemal, der seine Ausbildung in Europa abgeschlossen hat, ist der unabhängige Sohn der Familie. Osman Kozan möchte, dass Mehmet Kemal Handan, die Tochter einer der reichsten Familien Ankaras, heiratet. Doch für Mehmet Kemal, der sich in Bahar, die Tochter einer armen Familie, verliebte, ist Handan nur ein Freund aus Kindertagen. Für diese Liebe wird das Paar schwierige Wege gehen, die Osman Kozans Zustimmung nicht finden kann. Eine weitere Person, die der Familie feindlich gegenübersteht, ist Osmans Cousin Tunç. Diese beiden Feinde, die im Einklang mit ihren Interessen gegen Osman Kozan vereint sind, sind entschlossen, die Familie Kozan zu vernichten.

## Staffeln
| Staffel | Staffel | Anzahl der Folgen | Saisonbeginn       | Ende der Saison   | Fernsehsender     |
| ------- | ------- | ----------------- | ------------------ | ----------------- | ----------------- |
|         | 1       | 190               | 17. Oktober 2011   | 6. Juli 2012      | Show TV – Star TV |
|         | 2       | 205               | 3. September 2012  | 14. Juni 2013     | Star TV           |
|         | 3       | 194               | 16. September 2013 | 20. Juni 2014     | Star TV           |
|         | 4       | 203               | 1. September 2014  | 12. Juni 2015     | Star TV           |
|         | 5       | 219               | 31. August 2015    | 1. Juli 2016      | Star TV           |
|         | 6       | 196               | 19. September 2016 | 16. Juni 2017     | Star TV           |
|         | 7       | 195               | 11. September 2017 | 8. Juni 2018      | Star TV           |
|         | 8       | 75                | 17. September 2018 | 28. Dezember 2018 | Star TV           |

## Schauspieler
Şeyma Korkmaz als Feride Keskin Turan Zeynep Aytek Metin als Nazire Tekin İlkay Kayku Atalay als Sevgi Kayacan Ceren Yalazoğlu Karakoç als Kader Kayacan und Nusret Şenay als Osman Kozan sind die einzigen Person die seit der 1. Staffel mitspielen.
| Rolle                             | Darsteller                                  | Staffeln | Bemerkungen |
| --------------------------------- | ------------------------------------------- | -------- | --- |
| Feride Keskin Turan / Melek Güner | Şeyma Korkmaz                               | 1–8      | Ehefrau von Yaman, Ex-Frau von Cüneyt; Ex-Verlobte von Tunç und Sedat; Schwester von Eylül; Stieftochter von Aziz und ? |
| Kader Kayacan (alter Nachname)    | Ceren Yalazoğlu Karakoç                     | 1–8      | Freundin von Murat; Ex-Frau von Sait, Mahir und Yiğit; Ex-Affäre von Ferman; Stieftochter von Şahin, Sevgi und Ahmet; Stiefgeschwister von Umut, Bahar, Ateş und Müjgan                                                          |
| Sevgi Kayacan                     | İlkay Kayku Atalay                          | 1–8      | Ehefrau von Şahin; Ex-Freund von Ahmet; Mutter von Umut und Bahar; Stiefmutter von Kader; Halbmutter von Ateş und Müjgan |
| Nazire Tekin                      | Zeynep Aytek Metin                          | 1–8      | Ex-Mann von ?; Mutter von Berat |
| Osman Kozan †                     | Nusret Şenay                                | 1–8      | Ehemann von Zühre; Ex-Frau von Edibe und Filiz; Vater von Cüneyt, Kemal, Tunç und Murat; Er hat Murat verabschiedet sein Tod |
| Cüneyt Kozan                      | Murat Danacı                                | 1–7      | Affäre von Pinar; Ex-Affäre von Melis; Ex-Mann von Eylül, Hasret und Feride; Bruder von Kemal; Halbbruder von Tunç und Murat; Sohn von Osman und Zühre; Er muss Alsheimer kämpfen um leben zu bleiben                            |
| Zühre Kozan                       | Ulviye Karaca                               | 1–7      | Ehefrau von Osman; Mutter von Cüneyt und Kemal; Stiefmutter von Tunç und Murat; Halbschwester von Firdevs; Geht mit Cüneyt ihn zu helfen                                                                                         |
| Bahar Kayacan Güçlüsoy            | Gaye Turgut Evin                            | 1–6      | Ehefrau von Onur, Ex-Frau von Berat, Demir und Kemal; Ex-Freundin von Cesur; Bruder von Umut; Halbgeschwister von Ateş und Müjgan; Tochter von Şahin und Sevgi; Stiefschwester von Kader; Geht mit Onur nach Amerika             |
| Umut Kayacan                      | Deniz Evin                                  | 1–6      | Ehemann von Elif, Ex-Mann von Leyla; Ex-Verlobte von Handan; Sohn von Şahin und Sevgi; Schwester von Bahar; Halbgeschwister von Ateş und Müjgan; Stiefbruder von Kader; Geht mit Elif nach Amerika                               |
| Yıldız Varlı                      | Zeynep Yasa                                 | 1–6      | Ex-Freundin von Firat; Ex-Frau von Ferman; Geht in eine andere Stadt |
| Mehmet Kemal Kozan †              | Mert Altınışık                              | 1–5      | Ex-Mann von Bahar; Ex-Verlobte von Inci; Ex-Freund von Handan; Bruder von Cüneyt; Halbbruder von Tunç und Murat; Sohn von Osman und Zühre; Wurde mit einer Pistole getötet von Demir Gastauftritt: Folge 1477                    |
| Ferman Varlı †                    | Ötüken Hürmüzlü                             | 1–5      | Ex-Mann von Yildiz; Ex-Affäre von Kader; Sohn von ?; Wurde getötet |
| Eylül Kürkçü Kozan / Ayşe Güner   | Gamze İğdiroğlu                             | 1–5      | Ehefrau von Levent; Ex-Verlobte von Tunç; Ex-Frau von Cüneyt; Schwester von Feride; Stieftochter von Aziz; Geht mit Levent in eine andere Stadt                                                                                  |
| Tunç Yıldırım †                   | Özgün Çoban                                 | 1–4      | Ex-Verlobte von Feride und Eylül; Halbbruder von Cüneyt, Kemal und Murat; Sohn von Osman und Edibe; Stiefsohn von Zühre; Er hat alle Familien verabschiedet sein Tod                                                             |
| Berat Tekin †                     | Kerem Poyraz Kayaalp                        | 1–4      | Ex-Mann von Bahar; One-Night-Stand von Handan; Sohn von Nazire und ?; Wurde Auto überfahren von Cesur |
| Handan İpek Kürkçü †              | Elif Şanlı                                  | 1–2      | Ex-Verlobte von Umut; Ex-Freundin von Kemal; One-Night-Stand von Berat; Sie hat Umut verabschiedet und Selbstmord begangen |
| Şahin Ayaz                        | Okan Şenozan                                | 2–3, 5–8 | Ehemann von Sevgi; Ex-Freund von Şebnem und ?; Vater von Umut und Bahar; Halbvater von Ateş und Müjgan; Stiefvater von Kader |
| Cesur Karabey †                   | Cüneyt Mete                                 | 3–5      | Ex-Freund von Bahar; Schwester von Inci; Wurde mit einer Pistole getötet von Savaş |
| Leyla Adalı                       | Hazal Filiz Küçükköse 3 Hazal Eylül Çelik 4 | 3–4      | Ex-Frau von Umut; Ex-Freundin von Sait; Sie hat Umut verabschiedet und geht in eine andere Stadt |
| Sait Bulut †                      | Hasan Çağdaş Kılıç                          | 3–4      | Ex-Freund von Leyla; Ex-Mann von Kader; Halbbruder von Yiğit; Wurde mit einer Pistole getötet von Kader |
| Aziz Çelik                        | Mithat Erdemli                              | 4–5      | Stiefvater von Eylül und Feride; Er geht wieder nach Eylül Gastauftritt: Staffel 6 |
| İnci Karabey †                    | Yağmur Özbasmacı Mermer                     | 4–5      | Ex-Verlobte von Kemal; Ex-Freundin von ?; Bruder von Cesur; Wurde mit einer Pistole getötet von Demir |
| Murat Balıkçı                     | Gökberk Yıldırım                            | 5–8      | Freund von Kader; Ex-Mann von Güzel; Ex-Verlobte von Reyhan und Sila; Halbbruder von Cüneyt, Kemal und Tunç; Sohn von Osman und Filiz; Stiefsohn von Zühre                                                                       |
| Mahir Kaya                        | Önder Atakanlı                              | 5–7      | Ex-Verlobte von Ceylan; Ex-Mann von Kader; Sohn von Neriman; Geht mit Neriman in eine andere Stadt |
| Neriman Kaya                      | Zeynep Şirin Giobbi                         | 5–7      | Mutter von Mahir; Geht mit Mahir in eine andere Stadt |
| Elif Kayacan                      | Esengül Aypek                               | 5–6      | Ehefrau von Umut; Geht mit Umut nach Amerika |
| Sedat Güney                       | Serkan Tınmaz                               | 5–6      | Ex-Mann von Feride; Ex-Freund von Hasret; Mutter von ?; Geht ins Gefängnis |
| Demir Soycan †                    | Tolga Tecer                                 | 5–6      | Ex-Mann von Bahar; Wurde mit einer Pistole getötet von Bahar |
| Hasret Barbar †                   | Gözde Duru Belge                            | 5–6      | Ex-Frau von Cüneyt; Ex-Freundin von Sedat; Mutter von ?; Wurde mit einer Kissen erwürgen getötet von Firat |
| Yaman Turan                       | Tolga Akman                                 | 6–8      | Ehemann von Feride; One-Night-Stand von Cansu; Schwester von Melis; Halbschwester von Güzel; Sohn von ? und Asiye |
| Ateş Kayacan †                    | Baki Çiftçi                                 | 6–7      | Ex-Verlobte von Gülüm und Zeynep; Halbbruder von Toprak; Halbgeschwister von Umut, Bahar und Müjgan; Halbsohn von Şahin und Sevgi; Stiefsohn von Galip; Stiefschwester von Kader; Wurde mit einer Stein getötet von Hakans leute |
| Yiğit Karahanlı †                 | Temmuz Gürkan Karaca                        | 6–7      | Ex-Mann von Kader; Halbbruder von Sait; Wurde mit einer Gift getötet von Toprak |
| Galip Karacabeyoğlu               | Ünsal Coşar                                 | 6–7      | Vater von Toprak; Stiefvater von Ateş; Tritt nicht mehr in Erscheinung |
| Melis Turan                       | Mehtap Saka                                 | 6–7      | Ex-Affäre von Cüneyt; Bruder von Yaman; Halbschwester von Güzel; Tochter von ? und Asiye; Sie ist verschundet |
| Onur Güçlüsoy                     | Saim Karakale                               | 6        | Ehemann von Bahar Ex-Freund von Harika; Sohn von Hismet und Firdevs; Geht mit Bahar nach Amerika |
| Firdevs Güçlüsoy                  | Şebnem Gürsoy Talay                         | 6        | Ex-Frau von Hismet; Halbschwester von Zühre; Mutter von Onur; Tritt nicht mehr in Erscheinung |
| Gülüm Saklıca †                   | Reyhan Nur Çalikoğlu                        | 6        | Ex-Verlobte von Ateş; Ex-Affäre von Muhtasar; Wurde mit einer Pistole getötet von Muhtasar |
| Sila                              | Burcu Oktav                                 | 6        | Ex-Verlobte von Murat; Sie hat fast selbst umgebracht |
| Ceylan Kipel                      | Cansunur Şimşek                             | 6        | Ex-Verlobte von Mahir; Ex-Freundin von ?; Tritt nicht mehr in Erscheinung |
| Elmas                             | Füssen Günuğur                              | 6        | Tritt nicht mehr in Erscheinung |
| Güzel Turan                       | Cansin Yılmaz                               | 7–8      | Ex-Frau von Murat; Stieftochter von Mükelef; Halbgeschwister von Yaman und Melis; Halbtochter von Asiye |
| Asiye Turan                       | Nermin Uğur                                 | 7–8      | Ex-Mann von ?; Mutter von Yaman und Melis; Halbmutter von Güzel |
| Hakan                             | Yalın Işnel                                 | 7–8      | Geht ins Gefängnis |
| Orhan †?                          | Altay Özbek                                 | 7–8      | Wurde mit einer Pistole getötet von Zafer man weiss nicht op er gestorben ist |
| Zeynep Akyürek                    | Sıla Saraç                                  | 7        | Ex-Verlobte von Toprak und Ateş; Bruder von Metin; Schwester von Pinar; Tochter von ? und Nazan; Hakan entführt sie |
| Pınar Akyürek                     | Ezgi Bozkurt                                | 7        | Affäre von Cüneyt, Ex-Freundin von Toprak; Bruder von Metin; Schwester von Zeynep; Tochter von ? und Nazan; Geht mit Cüneyt ihn zu helfen                                                                                        |
| Nazan Akyürek                     | Ezel Salik                                  | 7        | Ex-Mann von ?; Mutter von Metin, Zeynep und Pinar |
| Toprak Karacabeyoğlu              | Metehan Şahiner                             | 7        | Ex-Freund von Pinar; Ex-Verlobte von Zeynep; Halbbruder von Ateş; Sohn von Galip; Geht ins Gefängnis |
| Mükelef                           | Şebnem Tumba Yıldırım                       | 7        | Stiefmutter von Güzel; Tritt nicht mehr in Erscheinung |
| Cansu                             | Başak Vural                                 | 7        | One-Night-Stand von Yaman; Ex-Freund von ? |
| Seher                             | Tuğçe Soncu                                 | 7        | Tritt nicht mehr in Erscheinung |
| Lerzan                            | İpek Atagün Gezener                         | 7        | Tritt nicht mehr in Erscheinung |
| Yılmaz                            | Can Arpacı                                  | 8        | Verlobte von Müjgan; One-Night-Stand von Burçin; Schwester von Ebru; Bruder von Zeki; Sohn von Haşmet und Gönül |
| Haşmet                            | Tuncer Yiğci                                | 8        | Ehemann von Gönül; Vater von Yilmaz, Ebru und Zeki |
| Gönül                             | Ayça Kılınçer                               | 8        | Ehefrau von Haşmet; Mutter von Yilmaz, Ebru und Zeki |
| Zeki                              | Bedirhan Malçok                             | 8        | Bruder von Yilmaz; Schwester von Ebru; Sohn von Haşmet und Gönül |
| Ebru                              | Kardelen Uçma                               | 8        | Ehefrau von Cenk; Bruder von Yilmaz und Zeki; Tochter von Haşmet und Gönül |
| Cenk                              | Furkan Türkoğlu                             | 8        | Ehemann von Ebru |
| Müjgan Kayacan                    | Aleyna Eroğlu                               | 8        | Verlobte von Yilmaz; Halbgeschwister von Umut, Bahar und Ateş; Halbtochter von Şahin und Sevgi; Stieftochter von ? und Selva; Stiefschwester von Burçin und Kader                                                                |
| Selva                             | Özge Mirzalı                                | 8        | Ehefrau von ?; Mutter von Burçin; Stiefmutter von Müjgan |
| Burçin                            | Enzel Damla Tombak                          | 8        | One-Night-Stand von Yilmaz; Tochter von ? und Selva; Stiefschwester von Müjgan |
| Harika                            | Begüm Günceler                              | 8        | |
| Sırma                             | Deniz Yılmaz                                | 8        | |
| Zafer †?                          | Mert Abidin Yerli                           | 8        | Wurde mit einer Pistole getötet von Orhan man weiss nicht op er gestorben ist |